# Moussa Kaboré
Moussa Kaboré (Kombissiri, 6 de Julho de 1982) é um futebolista burquinense que atua como atacante.